# Janczewo (województwo lubuskie)
Janczewo (niem. Jahnsfelde) – wieś w Polsce położona w województwie lubuskim, w powiecie gorzowskim, w gminie Santok.
W latach 1954–1958 wieś należała i była siedzibą władz gromady Janczewo, po jej zniesieniu w gromadzie Santok. W latach 1975–1998 miejscowość administracyjnie należała do województwa gorzowskiego.
Działa tu klub piłkarski Ludowy Klub Sportowy „Iskra” Janczewo założony w 1946 roku i występujący w gorzowskiej klasie okręgowej.
Od 2014 organizowany jest bieg na 10 km oraz marsz nordic walking na 5 km pod nazwą „Janczewska 10” o Miecz Kasztelana Santockiego. Głównymi nagrodami są Miecze Kasztelana Santockiego oraz nagrody finansowe. Pomysłodawcą oraz dyrektorem biegu jest Michał Myszkowski, kierownikiem biura zawodów Kamila Hirniak, kierownikami startu Andrzej Myszkowski oraz Tadeusz Hirniak. Organizatorami biegu są Gmina Santok, Gminny Ośrodek Kultury, Sołtys i Rada Sołecka Janczewo, Koło Gospodyń Wiejskich Janczewo oraz OSP Janczewo.

## Zabytki
Do wojewódzkiego rejestru zabytków wpisany jest:
- kościół ewangelicki, obecnie rzymskokatolicki parafialny pw. MB Królowej Polski, z l. 1733-1735.